# Homosexualität in Gambia

Geografische Lage von Gambia

Homosexualität in Gambia ist gesellschaftlich weitgehend tabuisiert und homosexuelle Handlungen sind illegal.

## Illegalität
Homosexuelle Handlungen wurden bis 2014 in Gambia mit bis zu vierzehn Jahren Haft bestraft. Im August 2014 verschärfte das Parlament von Gambia die Strafen und aktuell droht eine lebenslange Haftstrafe für homosexuelle Handlungen. Ein gesetzlicher Schutz gegen Diskriminierungen aufgrund der sexuellen Identität ist in Gambia nicht vorhanden. Sowohl gleichgeschlechtliche Ehen als auch Eingetragene Partnerschaften sind in Gambia nicht erlaubt.
Gambias ehemaliger Präsident Yahya Jammeh bezeichnete 2015 Homosexuelle als „Ungeziefer“, das man „töten solle, wie Moskitos“. Weiterhin äußerte er, sie seien „gefährlicher als Tsunamis und Erdbeben“, er werde Homosexuellen „eigenhändig den Hals durchschneiden“.

## Gesellschaftliche Situation
Aufgrund der Illegalität werden homosexuelle Menschen in Gambia in den gesellschaftlichen Untergrund gedrängt. In der Hauptstadt Banjul müssen homosexuelle Menschen ihr Leben versteckt leben.